# Longboat Key
Longboat Key ist eine Stadt auf der gleichnamigen Insel in den Countys Manatee und Sarasota im US-Bundesstaat Florida mit 7.505 Einwohnern (Stand: 2020).

## Geographie
Longboat Key besteht aus einer Insel, welche die Sarasota Bay vom offenen Golf von Mexiko abtrennt. Im Südosten grenzt die Stadt an Sarasota und im Nordwesten an Bradenton Beach. Die Stadt liegt rund 80 km südlich von Tampa.

## Demographische Daten
Laut der Volkszählung 2010 verteilten sich die damaligen 6888 Einwohner auf 8814 Haushalte, davon sind die meisten als Zweitwohnsitz genutzte Ferienwohnungen. Die Bevölkerungsdichte lag bei 542,4 Einw./km². 98,4 % der Bevölkerung bezeichneten sich als Weiße, 0,2 % als Afroamerikaner, 0,1 % als Indianer und 0,7 % als Asian Americans. 0,1 % gaben die Angehörigkeit zu einer anderen Ethnie und 0,4 % zu mehreren Ethnien an. 1,1 % der Bevölkerung bestand aus Hispanics oder Latinos.
Im Jahr 2010 lebten in 3,1 % aller Haushalte Kinder unter 18 Jahren sowie 77,0 % aller Haushalte Personen mit mindestens 65 Jahren. 65,4 % der Haushalte waren Familienhaushalte (bestehend aus verheirateten Paaren mit oder ohne Nachkommen bzw. einem Elternteil mit Nachkomme). Die durchschnittliche Größe eines Haushalts lag bei 1,77 Personen und die durchschnittliche Familiengröße bei 2,12 Personen.
3,2 % der Bevölkerung waren jünger als 20 Jahre, 2,5 % waren 20 bis 39 Jahre alt, 14,4 % waren 40 bis 59 Jahre alt und 79,8 % waren mindestens 60 Jahre alt. Das mittlere Alter betrug 70 Jahre. 46,3 % der Bevölkerung waren männlich und 53,7 % weiblich.
Das durchschnittliche Jahreseinkommen lag bei 100.076 $, dabei lebten 5,1 % der Bevölkerung unter der Armutsgrenze.
Im Jahr 2000 war Englisch die Muttersprache von 94,57 % der Bevölkerung, spanisch sprachen 2,06 % und 3,37 % hatten eine andere Muttersprache.

## Sehenswürdigkeiten
Am 12. August 2005 wurde das Rufus P. Jordan House in das National Register of Historic Places eingetragen.

## Verkehr
Die Florida State Road 789 verbindet die Barriereinseln Anna Maria Island und Longboat Key mit Sarasota. Der Sarasota–Bradenton International Airport liegt rund 10 km entfernt.

## Kriminalität
Die Kriminalitätsrate lag im Jahr 2010 mit 79 Punkten (US-Durchschnitt: 266 Punkte) im niedrigen Bereich. Es gab eine Körperverletzung, 24 Einbrüche, 94 Diebstähle und einen Autodiebstahl.